# De Dolphijn

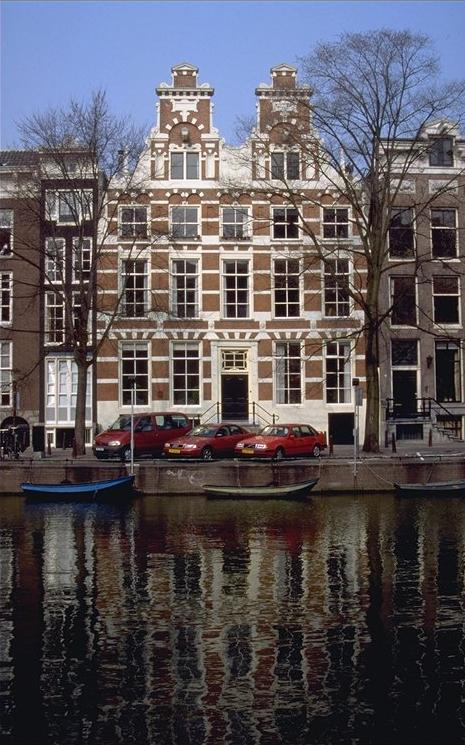
De Dolphijn

Das Haus De Dolphijn (deutsch Der Delphin) ist ein Grachtenhaus an der Gracht Singel 140–142 in Amsterdam und steht unter Denkmalschutz. Sein berühmtester Bewohner war Frans Banninck Cocq, der dort lebte, als Rembrandt zwischen 1640 und 1642 Cocqs Bogenschützen in einem Gemälde darstellte, das heute als Die Nachtwache bekannt ist.

## Gestaltung
Es gibt eine Entwurfszeichnung der Fassade von Hendrick de Keyser, aber dieser Entwurf wurde nicht vollständig ausgeführt: Die Fassade wurde durch die Entfernung klassizistischer Elemente wie Pilaster und Gesimse nüchterner gestaltet. Dies erfolgte wahrscheinlich unter dem Einfluss von Hendrik Laurenszoon Spiegel. Die Fassadengestaltung von De Keyser ist auf einer Zeichnung in einem Buch aus dem 17. Jahrhundert abgebildet, wo sie mit der Fassade des Hauses De Gecroonde Raep am Oudezijds Voorburgwal aus dem Jahr 1615 kombiniert wird, die eine starke Ähnlichkeit aufweist.

## Architektur

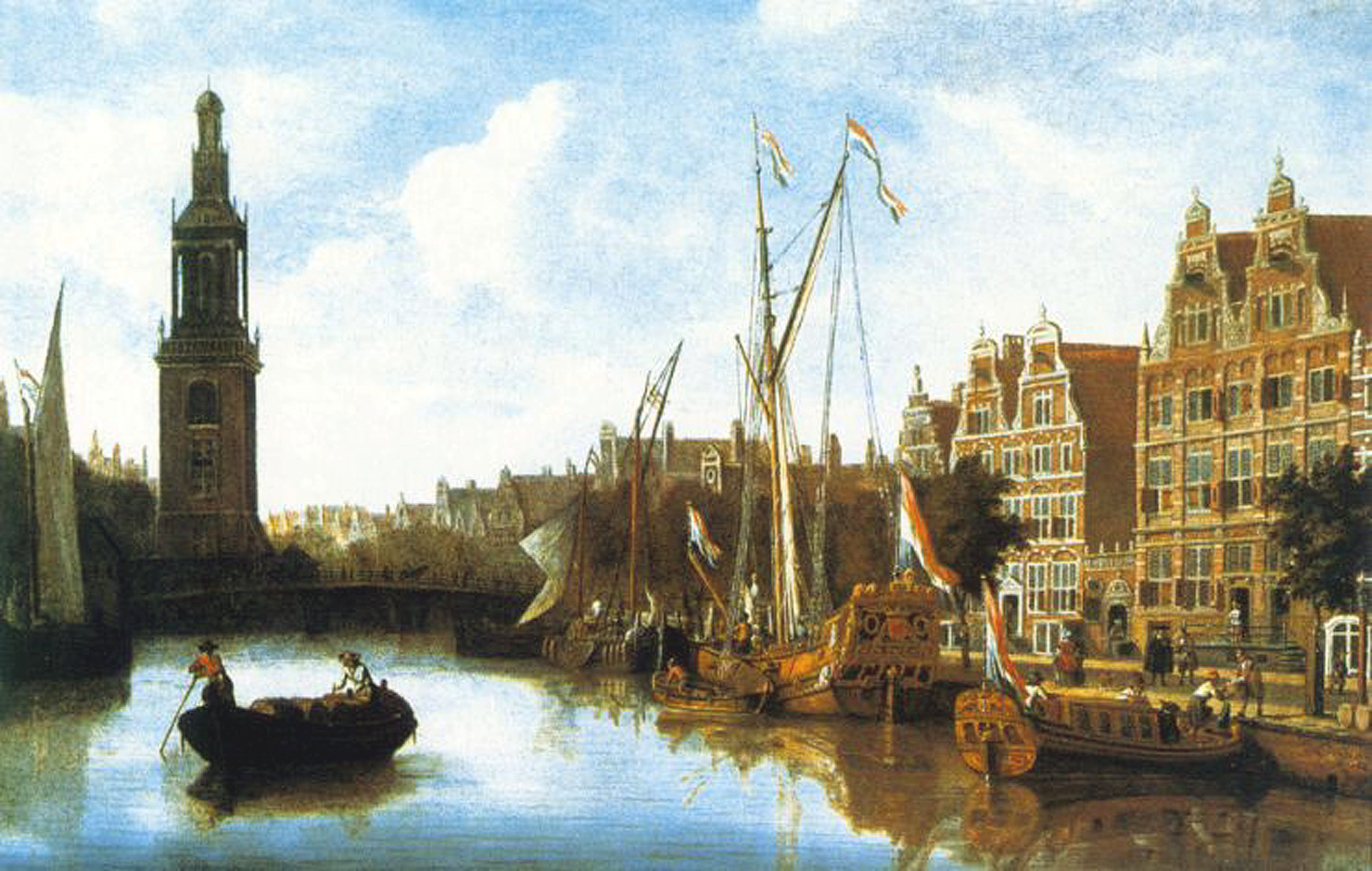
Singel mit dem Turm Jan Rodenpoort von Abraham Storck (1684)

Das Haus De Dolphijn wurde um 1600 erbaut. Das genaue Jahr ist nicht bekannt, nur, dass es zwischen 1599 und 1602 entstanden sein muss und von dem Dichter Hendrik Laurenszoon Spiegel (1549–1612) in Auftrag gegeben wurde. Das Haus ist eines von drei Beispielen in Amsterdam für ein Haus aus dem frühen 17. Jahrhundert mit Seitenhaus (Vorläufer des Grachten-Doppelhauses). (Die anderen beiden sind das Huis Bartolotti und das Huis met de hoofden.) Im Grunde ist es ein gewöhnliches Grachtenhaus mit drei Achsen und einer Breite von 30 Fuß, mit einem Seitenhaus mit zwei Achsen und einer Breite von 20 Fuß auf der rechten Seite.

## Vorderseite
Die vordere Fassade besteht aus zwei identischen Treppengiebeln. In der Planung sind sie jeweils 32 Fuß breit, aber sie wurden komprimiert, weil die Gesamtbreite des Gebäudes nur 50 Fuß beträgt. Das Ensemble ist ein frühes Beispiel für die Amsterdamer Barockrenaissance im Stil von Hendrick de Keyser und wurde von ihm selbst gebaut. An der Fassade sind noch immer Volutenornamente zu sehen, die schon zur Bauzeit als ausgesprochen altertümlich galten.
Ursprünglich hatte De Dolphijn auch einen Ausgang an der Herengracht, die bis 1613 ein Rückkanal zur Stadtmauer war.

## Bewohner
Im Jahr 1609 wurde das Haus an den späteren Amsterdamer Bürgermeister Volkert Overlander (1571–1630) verkauft, der es 1630 seinem Schwiegersohn Frans Banninck Cocq, dem Gatten seiner Tochter Maria Overlander van Purmerland, überließ. Zwischen 1655 und 1679 wurde das Haus in zwei Häuser aufgeteilt. Das linke Haus wird seitdem De Vergulde Dolphijn, das rechte De Kleynde Dolphijn genannt. Der Spalt verlief zwischen der dritten und vierten Achse (von links nach rechts gezählt). Beide Häuser wurden 1679 an Cornelis de Vlaming van Oudshoorn (1613–1688) verkauft.
Im Jahr 1863 wurde die Trennung zwischen den beiden Häusern deutlich sichtbar, da die Giebelspitze des rechten Hauses durch ein gerades Gesims ersetzt wurde. In den Jahren 1966–1967 fand eine aufsehenerregende Restaurierung statt, bei welcher der rechte Giebel rekonstruiert wurde. Die Aufteilung in zwei Häuser wurde jedoch beibehalten. Bei der Ausarbeitung des Restaurierungsplans wurden auch historische Bilder herangezogen, wie das von Abraham Storck.

## Trivia
Das Grachtenhaus De Dolphijn dient als Kulisse für die Nickelodeon-Serie De Ludwigs.